# Hypnogorgia
Hypnogorgia is een geslacht van neteldieren uit de klasse van de Anthozoa (bloemdieren).

## Soort
- Hypnogorgia pendula Duchassaing & Michelotti, 1864